# SOSUS
SOSUS, acronimo di Sound Surveillance System, è una catena di postazioni subacquee di ascolto distribuite nell'oceano Atlantico settentrionale, vicino alla Groenlandia, all'Islanda e al Regno Unito (un'area denominata GIUK gap).
Il sistema era in origine gestito dalla United States Navy allo scopo di monitorare gli spostamenti dei sottomarini della marina militare sovietica che, per poter attaccare obiettivi ad ovest, avrebbero dovuto necessariamente attraversare quella zona. Altre stazioni appartenenti a SOSUS erano dislocate nell'Oceano Pacifico. Il sistema fu successivamente implementato con dispositivi mobili come il Surveillance Towed Array Sensor System (SURTASS), per poi diventare parte integrante dell'Integrated Undersea Surveillance System (IUSS). Molte postazioni di ascolto sono tuttora in funzione.

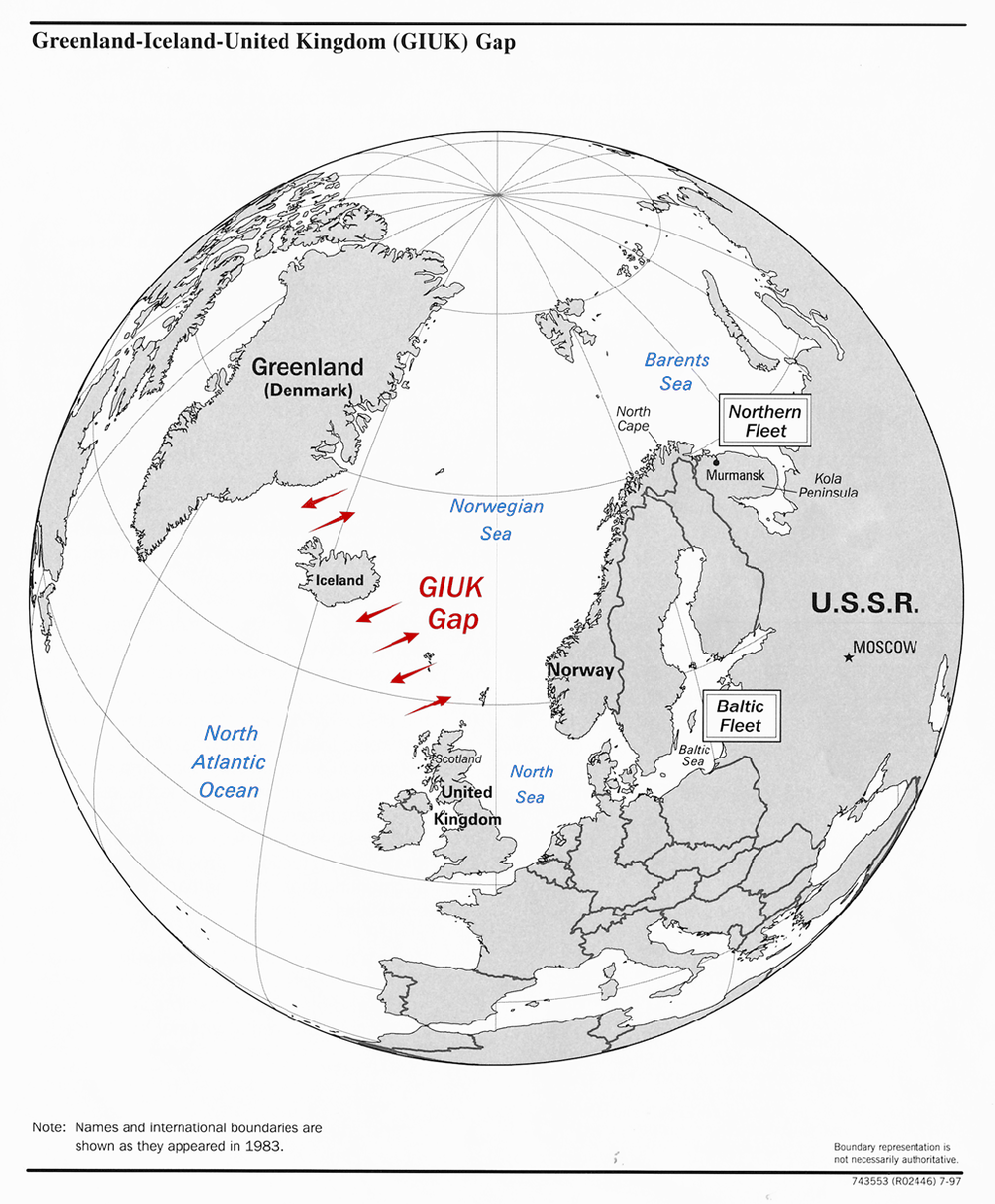
Il GIUK gap

## Storia
Lo sviluppo del SOSUS iniziò nel 1949, quando la marina statunitense istituì una commissione (Committee for Undersea Warfare) con lo scopo di fare ricerca per la lotta antisommergibile. La commissione finanziò con 10 milioni di dollari all'anno lo sviluppo di sistemi per contrastare la flotta sottomarina sovietica, costituita principalmente da sottomarini a gasolio. L'attenzione della commissione si concentrò sullo sviluppo di un sistema che monitorasse i suoni a bassa frequenza nel canale SOFAR mediante l'uso di molteplici postazioni di ascolto equipaggiate con idrofoni e mezzi per triangolare le posizioni dei sottomarini anche a centinaia di miglia di distanza.

### Fase di ricerca
Nel 1950 al MIT, la commissione sponsorizzò il Progetto Hartwell, così chiamato in onore del ristorante "Hartwell Farms" di Lexington, dove furono mossi i primi passi verso la progettazione. Nel novembre dello stesso anno, affidarono alla Western Electric la costruzione di un sistema dimostrativo, e i primi sei idrofoni furono installati sull'isola di Eleuthera, nelle Bahamas. Nel frattempo il Progetto Jezebel dei Bell Labs e il Progetto Michael della Columbia University concentravano gli studi sull'acustica a lungo raggio nell'oceano.
Al 1952 erano stati fatti sufficienti passi in avanti nello sviluppo dei piani segreti, perciò furono installati sei apparati nel nord Atlantico. Il sistema prese il nome di SOSUS. Il numero di apparati crebbe a nove verso la fine dello stesso anno; la Royal Navy, insieme ad alcune navi della marina statunitense, incluse la USS Neptune e la USS Peregrine, iniziarono la posa del cablaggio con il Progetto Caesar. Nel 1953, le ricerche del Progetto Jezebel portarono allo sviluppo di un sistema ad alte frequenze per il tracciamento diretto delle navi passanti sopra le stazioni di ascolto, da posizionarsi sopra gli stretti. Tale progetto fu denominato Progetto Colossus.

### SOSUS diviene operativo

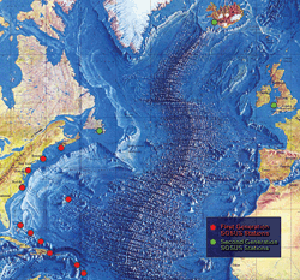
Posizione dei primi sensori SOSUS

Nel 1961, SOSUS tracciò la rotta del sottomarino a missili balistici USSGeorge Washington (SSBN-598) diretto dagli Stati Uniti verso il Regno Unito. L'anno successivo il SOSUS per la prima volta rilevò e tracciò la rotta di un sottomarino diesel sovietico. Più tardi nello stesso anno, il sistema dimostrativo SOSUS delle Bahamas riuscì a tracciare un sottomarino sovietico della classe Foxtrot in piena crisi dei missili di Cuba. SOSUS ricevette continui aggiornamenti per far fronte al sempre maggiore "silenzio" dei sottomarini.
I sistemi SOSUS sono costituiti da apparati idrofoni sottomarini connessi ad impianti a riva tramite cablaggio. I singoli apparati furono dapprima installati su pendenze continentali o su montagne sottomarine, in luoghi in cui fosse ottimale la propagazione a lungo raggio di onde acustiche. La scelta ottimale delle locazioni sottomarine, unitamente alla sensibilità degli apparecchi, permettevano al sistema di rilevare potenze acustiche inferiori al watt a distanze di molte centinaia di chilometri.
Le stazioni di monitoraggio del SOSUS erano conosciute come Naval Facilities (NAVFAC, da non confondersi con l'unità Naval Facilities Engineering Command della marina statunitense, che ha lo stesso acronimo).
La LOFAR (ovvero l'analisi delle frequenze) era portata avanti a partire dai segnali che gli apparati inviavano alla stazione a terra, che erano poi decodificati. Una stampante provvedeva a emettere degli output cartacei chiamati lofargrams, utilizzati per rilevare e classificare i contatti. Uno stilo elettronico imprimeva su un rotolo di carta le forme d'onda dei suoni captati dall'oceano. Il personale navale incaricato di monitorare l'attività sottomarina tramite i lofargram era chiamato "OT" (Ocean System Technicians). La forma d'onda, a certe frequenze, poteva rivelare la possibilità della presenza di un sottomarino o di un velivolo: in tal caso venivano condotte ulteriori analisi per determinarne la posizione geografica. Oltre agli "OT" era sempre presente un capitano, di solito di grado inferiore, e due radiotelegrafisti per gestire le comunicazioni.
Quando il sottomarino nucleare statunitense USS Thresher affondò nel 1963, il SOSUS aiutò a determinarne la posizione. Nel 1968, furono effettuati per la prima volta i rilevamenti dei sottomarini sovietici di classe Victor e Charlie, mentre nel 1974 fu tracciato un Delta.
Nel 1985, furono effettuati dei test del nuovo sistema "FDS" (Fixed Distributed System), che fu integrato nel SOSUS. Il nome dell'intero sistema divenne Integrated Undersea Surveillance System (IUSS). Nel 1991, la missione del sistema fu desecretata; l'anno successivo il SOSUS iniziò a tracciare gli spostamenti delle balene e le stazioni dei lofargram furono sostituite da più moderne stazioni operative.

### SOSUS dopo la guerra fredda
Le stazioni di monitoraggio del SOSUS furono gradualmente ridotte di numero tra gli anni 1970 e 1980. Con la fine della guerra fredda negli anni novanta l'effettiva utilità del sistema calò, motivo per cui il SOSUS e lo IUSS furono declassati nel 1991. Nonostante ciò, l'esistenza del SOSUS e dello IUSS era comunque sempre stata risaputa.
Gli apparati del SOSUS sono attualmente utilizzati per fini scientifici, come il tracciamento delle vocalizzazioni delle balene e di altri mammiferi oceanici per vari progetti di studio.